# Бристол-Бей
Бристол-Бей (англ. Bristol Bay Borough) — боро в штате Аляска, США. Население по данным переписи 2010 года составляет 997 человек. Административный центр — Накнек.

## География
Площадь боро — 2300 км², из которых 1310 км² занимает суша и 990 км² (43,2 %) занимают открытые водные пространства. На территории боро частично расположен национальный парк Катмай.
В боро Бристол-Бей нет инкорпорированных городов. На данной территории расположены 3 статистически обособленные местности: Кинг-Салмон, Накнек и Саут-Накнек, в пределах которых проживают все 100 % жителей боро.

## Население
По данным переписи 2000 года, население боро составляет 1258 человек. Плотность населения равняется 0,96 чел/км². Расовый состав зоны включает 52,54 % белых; 0,56 % чёрных или афроамериканцев; 43,72 % коренных американцев; 0,24 % азиатов; 0,48 % выходцев с тихоокеанских островов; 0,08 % представителей других рас и 2,38 % представителей двух и более рас. 0,56 % из всех рас — латиноамериканцы.
Из 490 домохозяйств 38,2 % имеют детей в возрасте до 18 лет, 49,2 % являются супружескими парами, проживающими вместе, 6,1 % являются женщинами, проживающими без мужей, а 38,6 % не имеют семьи. 31,2 % всех домохозяйств состоят из отдельно проживающих лиц, в 2,9 % домохозяйств проживают одинокие люди в возрасте 65 лет и старше. Средний размер домохозяйства составил 2,57, а средний размер семьи — 3,33.
В боро проживает 31,3 % населения в возрасте до 18 лет; 5,9 % от 18 до 24 лет; 34,8 % от 25 до 44 лет; 24,2 % от 45 до 64 лет и 3,8 % в возрасте 65 лет и старше. Средний возраст населения — 36 лет. На каждые 100 женщин приходится 119,5 мужчин. На каждые 100 женщин в возрасте 18 лет и старше приходится 125,6 мужчин.
Динамика численности населения по годам:
| 1970 | 1980 | 1990 | 2000 | 2010 |
| ---- | ---- | ---- | ---- | ---- |
| 1147 | 1094 | 1410 | 1258 | 997  |